# ドナルドの野菜畑
『ドナルドの野菜畑』（ドナルドのやさいばたけ、原題：Donald's Garden）は、ウォルト・ディズニー・プロダクション（現：ウォルト・ディズニー・カンパニー）が製作した1942年6月12日公開のアニメーション短編映画作品。ドナルドダック・シリーズの第38作である。

## あらすじ
自前の野菜畑に水をやろうとするドナルド。しかし、井戸の気まぐれぶりに悪戦苦闘をしてしまう。さらに悪いことにそのどさくさで出てきた一匹のネズミが作物を食い荒らそうとした。

## スタッフ
- 製作：ウォルト・ディズニー
- 監督：ディック・ランディー

## キャスト
| キャラクター   | 原語版               | 旧吹き替え版 | 新吹き替え版 |
| -------------- | -------------------- | ------------ | ------------ |
| ドナルドダック | クラレンス・ナッシュ | 関時男       | 山寺宏一     |
| ネズミ         | -                    | 後藤真寿美   | 滝沢ロコ     |
| ナレーター     | -                    | 土井美加     | -            |

## 日本での公開

### 収録
- 『ドナルドダック・クロニクル Vol.2 限定保存版』（DVD、ブエナ・ビスタ・ホーム・エンターテイメント、新吹き替え版）